# 防衛省設置法
防卫省设置法（日语：／*/?，昭和29年法律第164号）是日本的一项法律。其规定防卫省的设置、任务及其职责事务。与同时期颁布的《自卫队法》一起被称为“防卫二法（日语：ぼうえいにほ）”。
国家公务员的编制根据《行政机关的职员的定员相关法律》、《行政机关职员定员令》（政令）及各省的定员规则（省令）来规定，防卫省职员（不包括自卫官）也在前述相关公务员定员法令中有所规定。而从国会对自卫队进行文官控制的角度来看，自卫官的定员数并非由政令或防卫省省令决定，而是在本法中第6条规定，使得国会能够直接参与其中。
防卫省大臣官房为负责该法的主管，并与内阁官房的国家安全保障会议、内阁府的国际和平协力本部合作执行。

## 概要
1954年（昭和29年）6月9日公布的《防卫厅设置法》于同年7月1日施行。
2006年（平成18年）12月22日，公布了将防卫厅从内阁府外局升格为省的修正案，并更名为《防卫省设置法》，该修正案于2007年（平成19年）1月9日施行。
在与前身《保安厅法》的关系中，本法并非采用“废止制定”方式，而是通过对《保安厅法》的“全部改正”方式制定的。因此在题名和目录之间有“《保安厅法》（昭和二十七年法律第二百六十五号）的全部改正（日语：保安庁法（昭和二十七年法律第二百六十五号）の全部を改正する）”的前言。
2006年（平成18年）11月30日，众议院本会议通过了修订《防卫厅设置法》等的修正案，并于同年12月15日由参议院本会议通过，以自民党、公明党、民主党、国民新党等多数赞成票通过成立（共产和社民两党反对）。2007年（平成19年）1月9日起更名为《防卫省设置法》。
2008年（平成20年），作为自卫队员削减计划的一环，提出了包括改编陆上自卫队生徒制度在内的法案，但在第169回国会中未能在参议院通过而被废案。在同年9月12日召集的第170回国会中该提案被再次提出。然而，由于福田康夫首相在9月1日表示辞职，导致法案的提交被大幅推迟，制度改革被延后。最终在第171回国会，于2009年（平成21年）5月27日的参议院本会议上通过。